# آدورلد: خشم بیگانگان
آدورلد: خشم بیگانگان (به انگلیسی: Oddworld: Stranger's Wrath) یک بازی ویدئویی به سبک اکشن-ماجراجویی که توسط آدورلد اینهبیتنتز توسعه یافته و به‌وسیلهٔ الکترونیک آرتس در ۲۵ ژانویه ۲۰۰۵، برای کنسول اکس‌باکس منتشر شده‌است. نسخه کنسول پلی‌استیشن ۲ این بازی کنسل شده‌است.